# Pachypleurosaurus
 Pachypleurosaurus  ist eine Gattung der ausgestorbenen Pachypleurosauria – eine Gruppe im Meer lebender diapsider Reptilien – aus dem mitteleuropäischen Ladinium (obere Mitteltrias, 237 bis 228,7 mya). Lediglich die Typusart Pachypleurosaurus edwardsi ist wissenschaftlich beschrieben.
Fossilien der Gattung erreichten eine Länge von bis zu 120 Zentimetern. Der Großteil der Funde ist jedoch wesentlich kleiner. Sein Lebensraum waren Lagunen und küstennahe Gewässer. Die Gliedmaßen waren nicht vollständig für ein Leben im Wasser umgestaltet. Der Name „Pachypleurosaurus“ stammt aus dem Griechischen (gr.: pachy „dick“, pleuro „Rippe“ und sauros „Echse“), was sich auf die verdickten Rippenknochen bezieht. 
Zahlreiche gut erhaltene Fossilien wurden im Schweizer Tessin am Monte San Giorgio entdeckt.